# 布廠灣

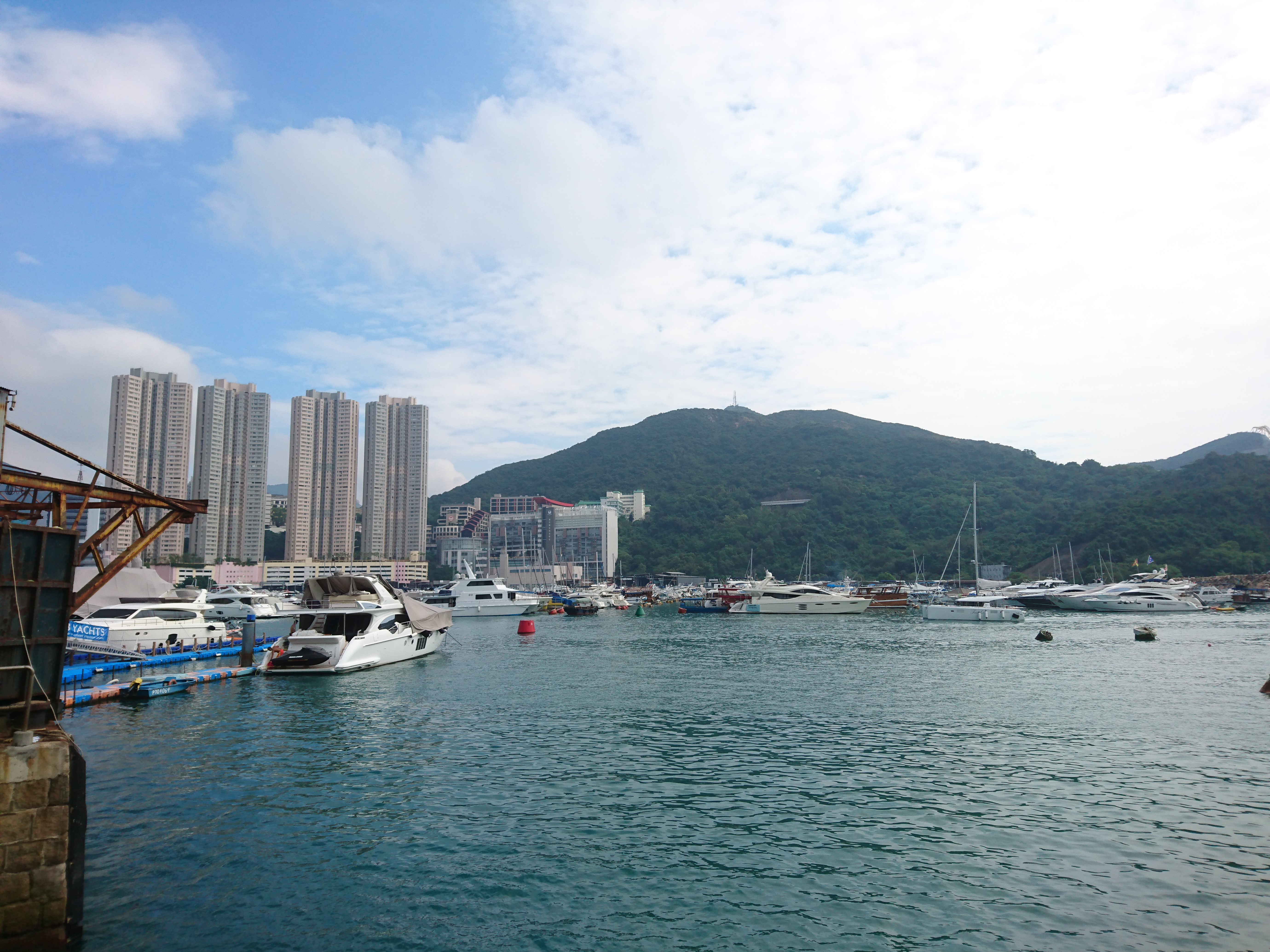
布廠灣全景

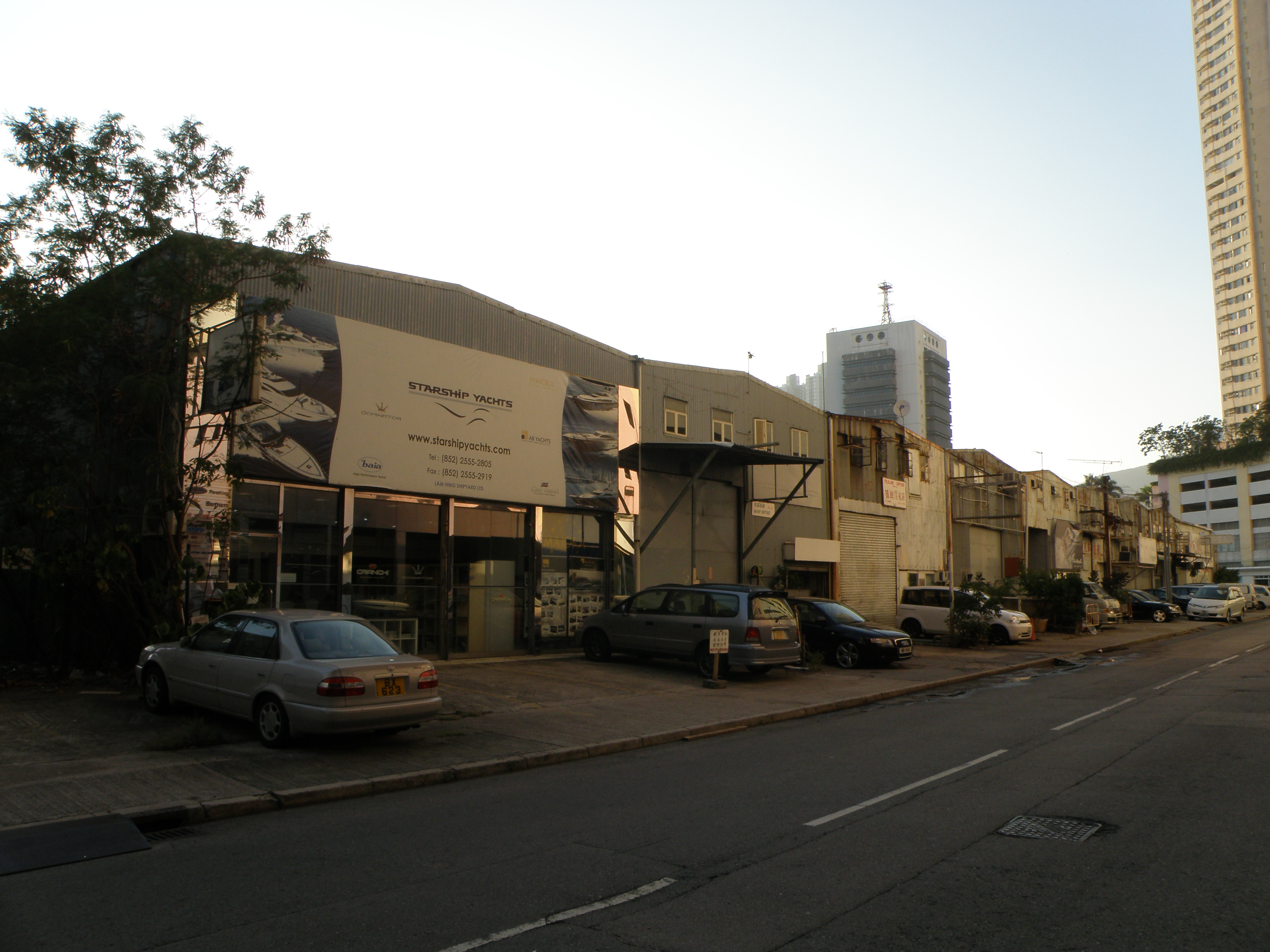
位於布廠灣的船廠

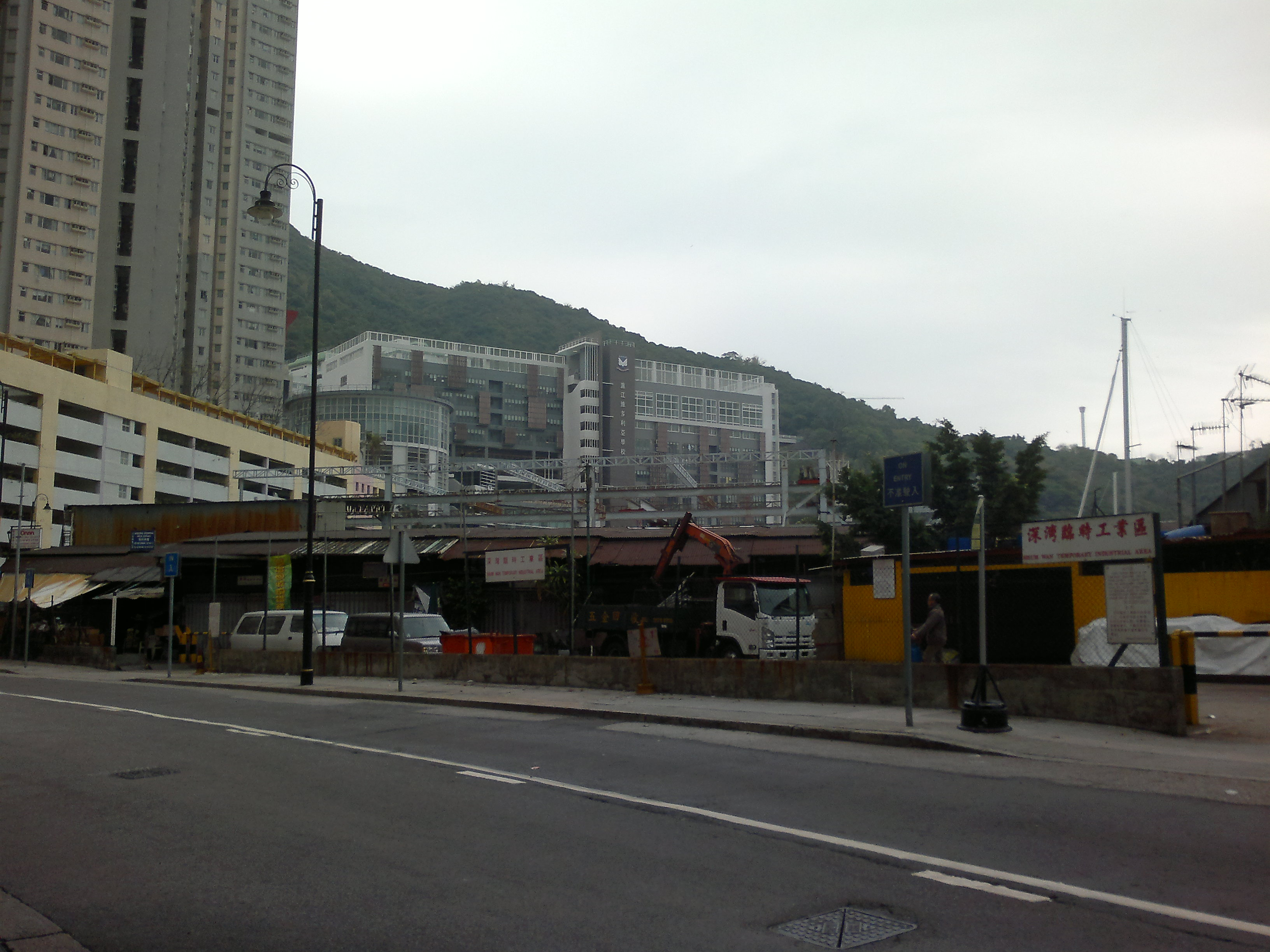
位於布廠灣的「深灣臨時工業區」

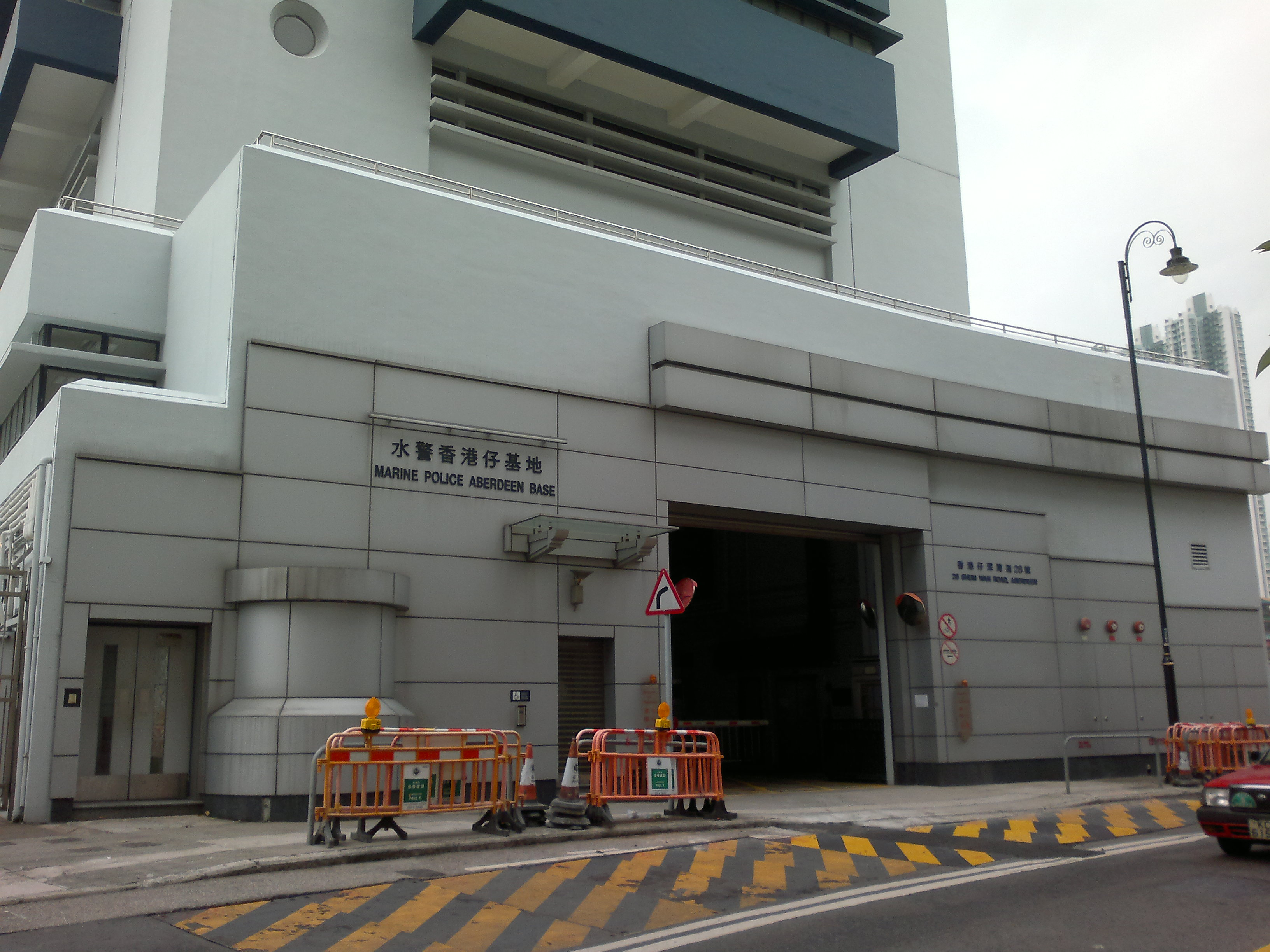
水警香港仔基地正門

布廠灣（Po Chong Wan），是香港的一個海灣，位於香港島南區中部，深灣和大樹灣之間。
布廠灣因為昔日設有製布廠而得名，而現時仍有一些船廠和工廠設於布廠灣。另一方面，假如香港仔漁人碼頭計劃落實，該處將有機會轉型為旅遊區。

## 著名地點
- 水警黃竹坑基地
- 雅濤閣
- 香港海洋公園大樹灣水上樂園
- 富麗敦海洋公園酒店

## 交通

### 主要道路
- 深灣道

### 公共交通
- 請參考雅濤閣條目